# Gerhard II. Lonski
Gerhard II. Lonski (* okoli 1090, † po 1152 ) je bil grof v grofiji Lohn, katerega ozemlje se je do padca leta 1316 raztezalo čez Westmünsterland in dele regije Achterhoek v provinci Gelderland.

## Življenje
Gerhard II. Lonski je bil sin Gotšalka I. Lonskega, ki je v času Gerhardove rane mladosti med leti 1096 do 1099 sodeloval v prvi križarski vojni. Leta 1107 je Gerhard, ki je prejel prvo ime svojega dedka Gerharda , nasledil svojega očeta kot grof Lonski in ostal na tem položaju do svoje smrti leta 1152. Gerhard je bil poročen, vendar podatki o njegovi ženi niso znani.

## Družina in otroci
Gerhard je bil poročen z žensko, katere izvor ni znan. V zakonu se me je rodil sin, ki ga je nasledil:
- Gotšalk II. Lonski  (* okoli 1090) naslednik

## Spletne povezave
- Lonski pri Germania Sacra
- Digitalna kopija grofovje Lonski